# Zaschwitz bei Wettin
Zaschwitz bei Wettin ist ein FFH-Gebiet in der Stadt Wettin-Löbejün und der Gemeinde Salzatal im Saalekreis in Sachsen-Anhalt.

## Allgemeines
Das FFH-Gebiet ist circa 132 Hektar groß. Es überlagert sich mit dem Landschaftsschutzgebiet „Saaletal“ und umfasst das Naturdenkmal „Feuchtacker südöstlich Zaschwitz“. Es ist durch die Landesverordnung zur Unterschutzstellung der Natura 2000-Gebiete im Land Sachsen-Anhalt (N2000-LVO LSA) seit dem 21. Dezember 2018 rechtlich gesichert. Zuständige untere Naturschutzbehörde ist der Saalekreis.

## Beschreibung
Das FFH-Gebiet liegt nordwestlich von Halle (Saale) im Naturpark Unteres Saaletal. Es umfasst einen Ausschnitt der Saaleaue mit den angrenzenden Talhängen. In der Saaleaue stocken Auwälder und weitere naturnahe Gehölzbestände. Daneben sind Auengrünländer ausgebildet. Im Norden des FFH-Gebietes sind bei Zaschwitz Stillgewässer zu finden, im Süden ist ein an die Saaleaue angrenzender Hangbereich in das FFH-Gebiet einbezogen.
Die Auwälder sind als Weichholz- bzw. Hartholzauwälder ausgebildet. Die Weichholzauwälder werden von Silber- und Fahlweide gebildet, zu denen sich Korb- und Mandelweide gesellen. In der Krautschicht siedeln Rohrglanzgras, Sumpfsegge, Europäische Seide, Zaunwinde, Wolfstrapp, Gewöhnlicher Gilbweiderich, Blutweiderich und Wasserminze. Die Hartholzauwälder werden von Stieleiche, Gemeiner Esche, Feld- und Flatterulme gebildet. In der Krautschicht siedeln Echte Nelkenwurz, Scharbockskraut, Blutampfer, Waldzwenke, Efeu, Giersch und Gundermann.
In den Stillgewässern bei Zaschwitz siedeln Raues Hornblatt und Kammlaichkraut. In den Uferbereichen siedeln Gewöhnliche Strandsimse, Zottiges Weidenröschen, Sumpfschwertlilie, Blutweiderich, Wasserminze, Gifthahnenfuß, Uferampfer, Sumpfziest und Gelbe Wiesenraute.
Nur kleinflächig sind Hochstaudenfluren aus Brennnessel, Zaunwinde, Europäischer Seide, Geflecktem Schierling, Rohrglanzgras und Sumpfziest, aber auch Wassergreiskraut und Lauchgamander ausgebildet. 
Auf dem nach Osten exponierten Hang im Süden des FFH-Gebietes ist Trockenrasen ausgebildet. Hier siedeln Furchenschwingel, Fiederzwenke, Aufrechte Trespe, Ruchgras, Schafschwingel, Zierliches Schillergras, Ackerglockenblume, Kartäusernelke, Dornige Hauhechel, Frühlingsfingerkraut, Knolliger Hahnenfuß, Gelbe Skabiose, Kleiner Wiesenknopf und Breitblättriger Thymian.
Das FFH-Gebiet ist wichtiger Lebensraum für verschiedene Amphibien, darunter Kammmolch, Moorfrosch, Kreuzkröte, Wechselkröte und Knoblauchkröte.